# ナイトトラップ
『ナイトトラップ』（NIGHT TRAP）は、1992年11月にデジタルピクチャーズ開発、セガ・オブ・アメリカから発売されたSega CD向けリアルタイムホラーアドベンチャーゲーム。北米におけるローンチタイトルの一つである。コントロールビジョン（ハズブロ）という開発中止となったVHSをゲームソフトに用いたゲーム機向けの完全なオリジナルタイトルを流用移植したものであり、その名残でハズブロが原作の知的財産権を管理する。日本のメガCDでは1993年11月19日にセガ・エンタープライゼスから発売された。
本作は、吸血鬼の住む家を舞台に、監視カメラの映像を見ながら罠を作動させ、訪問客たちを家から出すことが目的である。ホラーゲームではあるものの全く怖くないドタバタB級ホラーコメディの雰囲気で進んでいく（#内容）。監視カメラの映像には実際の俳優による撮影が行われ、日本語版では声優による吹き替えが行われている（#登場人物）。
一方で、作品内容をめぐり、アメリカ議会で商品の撤去を巡り議会が紛糾し、最終的にはコンピュータゲームのレイティング機関であるエンターテインメントソフトウェアレイティング委員会の設立へとつながった（#論争）。
後に日本ではメガドライブミニ2に収録され、北米でもSEGA Genesis Mini 2に収録された。またアメリカでは数回に渡っての移植およびリメイク、リマスター、発売25周年記念版が発売された（#移植版）。

## あらすじ
マーチン家のパーティーに招かれた女性招待客5人が失踪する事件が発生する。警察は一家に疑いの目を向け内密に捜査をした所、彼らの正体が吸血鬼であること、そして家には各部屋に罠と監視カメラが仕掛けられていることを知る。
また週末が近づき、今度は女の子4人と男の子1人が招待される。そこで警察は家の勝手口に罠の作動と監視カメラにハッキングできる線を引き、彼女達のスパイとしてS.C.A.T.（Sega.Control.Attack.Team）隊員のケリーを同行させる事にした。一方、一家が今まで増やしてきた半吸血鬼オーガーが血を得ようと勝手に行動を起こしてしまう。

## 内容
プレイヤーは警察の一員として、家の中に設置された監視カメラで訪問客たちを見守りつつも、怪人オーガーが彼女たちを狙って来た瞬間に家の中の罠を作動させて捕獲する。時間内に指定された人数のオーガーをとらえられなかったり、一人でも訪問客がオーガーに襲われれてしまうと担当を外されゲームオーバーとなる。また、監視カメラや罠は警察がハッキングしているという設定であり、それに気づいた家人がアクセスコードを変えてくるため、家人たちの会話を聞き逃してしまうと罠の操作ができなくなる。

### システム
ゲーム画面はマーチン家に設置された8台の監視カメラの映像を通して描かれる。画面下にはそれぞれのカメラの場所を示す8つのアイコンがあり、これを選択してカメラを切り替える。一度に画面に映せるカメラ映像は一つだけであり、プレイヤーは適宜カメラを切り替えてマーチン家の様子を監視しなければならない。マーチン家ではリアルタイムに出来事が進行しており、時間にして約25分ほどのドラマとして展開される。登場人物がドラマを繰り広げている間にもオーガーは家に侵入しており、プレイヤーの目的はそれを察知してオーガーをトラップで捕獲することである。従って、プレイヤーはドラマを見ているとオーガーを見逃し、オーガー捕獲に集中しているとドラマを見ている暇が無いというジレンマがある。また、ドラマは複数の場面が同時に進行するため、一度のプレイではどうやってもストーリーの全貌は判らない。オーガーの出現と捕獲のタイミングは固定であるため、プレイヤーはプレイを繰り返してタイムテーブルを作り、オーガーの出現法則と捕獲手順を見極める形となる。
オーガーが捕獲可能場所に近付くと画面下部のレーダーが緑→黄→赤と変化していき、赤のタイミングでボタンを押すとトラップが発動してオーガーを捕獲する。タイミングを逃すと失敗を知らせる赤いランプが点灯し、そのオーガーは捕らえる事ができなくなる。画面下部には「Chance」と「Trap」という表示があり、「Chance」はそれまでに捕獲可能なオーガーの総数、「Trap」は捕獲したオーガーの数を示す。「Chance」値が増加すると、どこかに捕獲可能なオーガーが進入したことを意味する。画面上にオーガーが出現しても、「Chance」が増えなければそのオーガーは捕獲不可なので気にしなくともよい。トラップには6種類の色で分けられたアクセスコードが存在し、設定中のコードと同じ色を指定していなければトラップは発動しない。最初は青で固定だが、ストーリーが進むと訝しんだマーチン一家がコードを変えてしまう。変更するコードの色はプレイ毎にランダムで変わるため、プレイヤーは彼らの言動にも注目し、どのコードに変えるのかを常に聞き出さなければならない。実際にコードが変わるのは彼らが地下室に赴いて操作してからなので、色の発言から変更までタイムラグがある。
ゲーム前半はオーガーは侵入しても家の中を物色するだけだが、特定のポイントまでに規定数以上のオーガーを捕らえていないとゲームオーバーとなる。後半ではオーガーやマーチン一家が訪問客を積極的に襲うようになり、その際に敵の捕獲に失敗すると訪問客が捕まってしまい、即ゲームオーバーとなる。一部、訪問客が捕まってもゲームが続く場合もあるが、いずれにせよ最終的にはゲームオーバーとなる。
本作はマルチエンディングを採用しており、オーガーとマーチン一家を全員捕獲するとパーフェクトエンド。1体でもオーガーを逃すと最後にオーガーの生き残りが登場し、不穏な雰囲気のグッドエンドとなる。誤って庇護対象を捕獲するなどでバッドエンドを迎える場合もある。
セーブの類は無く、プレイの度に最初から通しでやらなければならず、ゲームオーバーになれば当然最初からやり直しとなる。

### 舞台
吸血鬼マーチン一家が住まう、湖畔に建つ一軒家。外見は大きめの普通の家だが内部にはトラップや隠し通路が張り巡らされており、監視カメラも配置されている。監視カメラがあるのは一階が玄関、ホール、リビング、キッチン。二階がホール、寝室、浴室。それに家の前の車道を合わせた計8箇所。作中では描かれないが地下室も存在し、そこでトラップの設定を行う。トラップは凄惨なものではなく、落とし穴やどんでん返し、階段が平らになって穴に落とす、壁が付き出したりベッドが跳ね上がって外に放り出すなどのコミカルなものになっている。本来はマーチン一家が侵入者や訪問者を捕らえる目的で作ったものだが、作中ではS.C.A.T.が密かにケーブルを引いて外部からハッキングしている。それ故、ハッキングをマーチン一家に気付かれるのはプレイヤーにとって命取りとなる。

## 登場人物
日本語吹き替えはいずれもメガCD版の担当者。

### プレイヤー
コントロール
S.C.A.T.の一員としてトラップの操作を任されたプレイヤー自身。どこからかモニターを通してマーチン家を監視し、トラップを用いてオーガーの捕獲を行う。基本的に自身の身に危険が迫ることは無いが、一部のバッドエンドでは逆にマーチン一家からトラップに掛けられてしまう。

### 訪問客たち
マーチン家に招待された若者。何も知らず楽しんでいたがやがてオーガーに襲われる。ケリー以外はプレイヤーに助けられて逃走して以降は登場しない。
ケリー
演：ダナ・プラトー、日本語吹き替え：井上喜久子
主人公。S.C.A.T.の隊員であり、訪問客に紛れて任務に参加する。18歳。プレイヤーには画面越しに語り掛ける。クライマックスはマーチン一家から彼女を守るパートとなる。パーフェクトエンドを迎えた場合、彼女を罠に掛ける事も可能だが当然ゲームオーバーとなる。
シンディ
演：トレイシー・マンソン、日本語吹き替え：津村まこと
サラの友達で今回のパーティー発起人。ボーイハントと食べる事が大好きで、冷凍庫にあった血のシャーベットを食べてしまう。
オーガーからの救出に失敗するとジェフに助けられるが、彼に噛まれてヴァンパイア化してしまい、その場合は裏切って情報を漏らし、ゲームオーバーの原因となる。
リサ
演：デブラ・パークス、日本語吹き替え：田中敦子
ダニーの姉。自分をしっかり者だと思っているが、実際はおっちょこちょい。ダニーを同行させる事で今回のパーティーの許可を得た。安物の化粧品を持ち歩き、彼女たちの中で一番初めに襲われる。
アシュレー
演：アリソン・ルアー、日本語吹き替え：宇佐川直子
お淑やかで物静かなクラス委員長的存在。トニーの好きだった女性に似ている。
メーガン
演：クリスティー・フォード、日本語吹き替え：岡村明美
明るく陽気な女の子。口が悪く、自分の思った事を口にせずにはいられない。マーチン家付近の湖を沼呼ばわりするなど、パーティには乗り気ではない。最後はオーガーに捕まるが、そこですぐにトラップを発動すると彼女の方が捕獲されてしまう為、救出には一旦レーダーを見送る必要がある。
ダニー
演：ジョシュ・ゴーダッド、日本語吹き替え：石田彰
リサの弟。最初にオーガーを目撃して騒ぎ立てるも誰にも信じてもらえなかった。その後、外で出会ったエディーからマーチン家の事を聞き、一緒にオーガー達と戦う事を決意する。エディーが開発した武器を手に何体かのオーガーを倒すも最後は追い詰められ、プレイヤーが助ける事になる。

### マーチン一家
一見、普通のアットホームな家族だが、その正体はヴァンパイア。何人もの若者を家に招いて血を吸ってきた。家の中には大量のトラップを仕掛けている。並の人間とは比較にならない怪力と、銃撃を物ともしない肉体、空間跳躍能力と言った超常的な力を持つが、自分の家のトラップにはめっぽう弱い。
ビクター・マーチン
演：ジョン・R・カメル、日本語吹き替え：納谷六郎
サラの父親。ジョークとユーモアを愛する紳士。会話に外国語を使いたがるが理解されない。5人の血液ストックスペース確保の為在庫整理に向かう。帰宅後にオーガーの侵入を知り、直後に踏み込んできたS.C.A.T.に尋問されるが、余裕の態度を全く崩さず彼らを返り討ちにする。最後はバスルームのトラップで捕獲されるが、失敗した場合は最後に現れてケリーを吸血する。
シーラ・マーチン
演：モーリー・スター、日本語吹き替え：弥永和子
サラの母親。社交的な性格。オーガーの飼育を提案した張本人。ケリーに不審な目を向ける。クライマックスではシムスをあっさり倒すが、最後はベッドルームのトラップで捕獲される。捕獲に失敗した場合は最後に現れてケリーを吸血する。
サラ・マーチン
演：スージー・コート、日本語吹き替え：種田文子
マーチン家長女。礼儀正しく社交的。シンディを通じて女の子たちを家に招いた。18歳。
クライマックスで最後の脅威としてケリーに迫るラストボス的存在。しかし彼女を倒しても、ビクターとシーラを倒していなかった場合は最後にゲームオーバーとなる。
ジェフ・マーチン
演：アンドレアス・ジョーンズ、日本語吹き替え：真殿光昭
マーチン家長男。楽観的な性格。ケリーがトニーに捕まった場合はトラップのケーブルを千切り、プレイヤーを逆にトラップに嵌めてしまう。クライマックスではスワンソンとの格闘中に捕獲される。捕獲に失敗した場合でも、隠し通路と間違えて自らトラップに踏み込んでしまうので以後登場しない。
トニー
演：ジオバニー・レム、日本語吹き替え：坪井智弘
マーチン家の従兄弟。亡くなった片想いの子がアシュレーに似ており、そのショックが未だ癒えておらず彼女を捕まえる事に罪悪感を覚え、密かにアシュレーだけは逃がそうとしていた。しかし結局オーガーは彼女らを襲い、最後はケリーに「警告に気付かない君が悪い」と言って襲い掛かった所をトラップに掛けられた。マーチン一家では最初に倒される。捕獲に失敗した場合はケリーを捕まえて情報を聞き出し、ゲームオーバーの原因となる。
吸血鬼である緑の目を隠せずいつもサングラスをしている。
オーガー
マーチン一家が生み出した半吸血鬼。血の半分を抜かれたヴァンパイアの成り損ないであり、ヴァンパイアになるには血が足りないが放っておくと死んでしまうらしい。普段は大人しいが空腹のあまり血を求めて勝手に行動する。
鍛え上げられた体のS.C.A.T.隊員にはめっぽう強いが、何故か彼らとは明らかにか細いモデル体型のリサやアシュレーは捕まえても簡単に腕を振り解されてしまう。また、エディーが個人的に開発した武器でも簡単に倒せる。

### S.C.A.T.隊員
Sega.Control.Attack.Teamの頭文字を取って「S.C.A.T.（スキャット）」と呼ばれる民間の特別捜査チーム。多くの難事件を解決してきたが、作中ではすぐにやられてしまう。メガCD版とリマスター版以外では「Special.Control.Attack.Team」となっている。
シムス
演：J.ビル・ジョーンズ、日本語吹き替え：大塚明夫
S.C.A.T.隊長。45歳。若者がオーガーに捕まったり、チェックポイントまでにオーガー捕獲数が一定に達していない場合はプレイヤーをクビにする。また、ブリーフィングが終わってすぐにプレイヤーが行動に移さないと「先が思いやられる」と言って通信を切ってしまう（メガCD版のみ）。クライマックスではシーラに押し倒されて気を失う。この際に助けようとしてトラップを起動させると、シーラではなく逆にシムスの方を捕らえてしまい、ゲームオーバーとなる。
コリンズ
演：バーザー・ハーディット、日本語吹き替え：秋元羊介
S.C.A.T.隊員。ジャマイカンの振りをして偵察に行う。最後は部隊と共にマーチン家に踏み込むも、一家が本性を現すと窓から現れたオーガーに捕まってしまう。事件最後の犠牲者。
スワンソン
演：ハーディー・ボン・ベクト、日本語吹き替え：わたなべなおみ
S.C.A.T.女性隊員。最後の戦いではジェフと取っ組み合いになる。彼女も罠に巻き込んでしまうとパーフェクトエンドを迎えられないが、助けるには一旦レーダーを見送る必要がある。ジェフを捕らえられなかった場合はその場に捩じ伏せられるが、ジェフのみ捕らえた場合でも転倒して気を失ってしまう。
ジェイソン
演：デューク・アンダーソン、日本語吹き替え：せきぐちえいじ
S.C.A.T.隊員。姿が見つかり焦って家に乗り込みオーガーに襲撃される。事件第一の犠牲者。
マイク
演：ブレイク・ギボンズ、日本語吹き替え：小野英昭
S.C.A.T.隊員。ケリーからの通信を受けていた最中にオーガーに奇襲される。事件第二の犠牲者。
ジム
演：ロイ・アイゼンシュタイン
S.C.A.T.隊員。名前と役者名はスタッフロールで判明するのみで、どの隊員かは不明。
作中では他にリーとチャーリーと呼ばれる隊員が登場する。突入時はリーは裏口、チャーリーは二階を制圧するべく行動するが、チャーリーは以後登場しない（捕獲可能だがその場合はゲームオーバーになる）。リーはビクターを逮捕しようして窓の外へ軽々と投げ飛ばされてしまう。

### その他
エディー
演：ウィリアム・エバーランド、日本語吹き替え：小形満
マーチン家の隣人。25歳。挙動不審な態度から怪しまれていたが、実はマーチン家の正体に気付いており、同じくオーガーに気付いたダニーと協力し、自身が開発したレーザーガンを持ってマーチン家に乗り込む。ダニーと再会時にはオーガーに変装していたが、直後に地下に乗り込んで以後登場しなくなる。捕獲可能だがストーリーに影響は無い。

## 開発

### コンセプト
『デーモンアタック』 (1982)などのアタリ作品を手掛けてきたロブ・フロップは、アタリショックの少し後、ノーラン・ブッシュネルの設立したAxlonに加入した。
また、ジェームズ・ライリーもまた、ブッシュネルのもとでインタラクティブな小売店向けキャンペーンを担当していた。ある日、ライリーは隣人のフロップから呼び出され、とあるエンジニアが作った機械をトム・ジトーというブッシュネルの別の部下に見せようということになった 。VHSを採用したそのゲーム機は映画のような体験を得られるというコンセプトがあり、4つのビデオトラックをそれぞれ操作するという体系が取られていた。彼らは、このシステムを"NEMO"(Never Ever Mention Outside)と名付け、後にコントロールビジョンの正式名称が与えられた。
ジトーはコントロールビジョンの発売元であるハズブロに持ち込むためのデモを準備した。ライリーは、より自由度の高いプレイ環境を作りたいと考え、監視カメラを題材とすることを思いついた。システムのヒントは演劇『タマラ』にあった。13の部屋で起こる出来事を並行して描いた同作において、どのストーリーラインに沿うかは観客次第である。1985年、この作品を3回見た2人は、ゲームデザインのモデルとして素晴らしいと感じ、インタラクティブなメディア体験とってよい土台となるだろうと期待した 。
そして、本作のプロトタイプとなる『Scene of the Crime』(シーン・オブ・ザ・クライム) が出来上がった。5分間のデモ作品である同作は、隠した金を盗んだ犯人を見つけ出すべく、プレイヤーが家の周りにいる者たちを追跡し、その中から真犯人を突き止めるという筋書である。プレイヤーはカメラを切り替えてキャラクターを監視したり、会話を盗み聞きすることができる。登場人物は皆、金を盗もうと画策するが実際に盗む犯人は一人であり、それが誰なのかをプレイヤーが最後に指摘する。
1986年12月、2人はハズブロの本社へ赴き、CEOのスティーブン・ハッセンフェルドを筆頭とする22人の役員たちの前でこのデモを実演した。デモは好評を博し、ハズブロより技術と資金の援助を獲得する。
開発チームは監視カメラというアイデアに立ち返ったものの、よりインタラクティブで魅力的な体験をさせたいと考えていた。ジトーはホラー映画『エルム街の悪夢』を題材としたインタラクティブムービーを作ることを考えていた。映画会社との交渉の後、ジトーはテリー・マクドネルをスクリプトの執筆者として雇った。よりインタラクティブな物語を作るため、脚本家や監督、ゲームデザイナーといった混成チームが組まれた。
初期案では最新鋭の警備システムがそろった大金持ちの家に大金があるという大げさな設定だったが、のちに「忍者のような泥棒たちが金目当てで大金持ちの家に侵入したところ、その場で令嬢とその友人たちと鉢合わせる」というコンセプトに変更された。
検討を重ねた結果、吸血鬼を題材とすることとなり、ここで製品版のコンセプトに近づいた。しかしハズブロ側はプレイヤーがゲームの影響を受けて真似するのではないかと懸念した。結果、吸血鬼を出したくないというハズブロの意向を受け、オーガという名称に置き換えられた。
こうして開発環境が整い、6ヶ月の開発の末、1987年に本作は完成を見た。映像の撮影はカリフォルニア州カルバーシティで16日に渡って行われた。その後、1989年のコントロールビジョン発売に向け、同じくローンチタイトルとして開発されていた『スーワーシャーク』と共に発売を待つのみとなったが、直前になってハズブロはコントロールビジョンの発売中止を表明。理由は販売予定価格が非常に高価であったことであった。その後、ジトーがコントロールビジョンの権利を購入し、スーパーファミコンとCD-ROMアダプタの一体型ゲーム機スーパーファミコンCD-ROMアダプタでの発売も検討されたがこちらも開発中止によって実現せず、最終的にはセガによって取り上げられ、完成から5年が経過した1992年にメガCDでの発売に至った。

### ローカライズ
本作の日本語吹き替え版のディレクションはセガの長谷川亮一が担当した。長谷川がセガ公式ホームページのインタビューで語ったところによると、キャストの中にはのちに大物となった研究生もいたという。
なお、長谷川は本作とともに「バーチャル・シネマ」としてカテゴライズされた『夢見館の物語』の日本国外版にも携わることとなった。
メガCD版と3DO版以降とでは担当声優と翻訳が異なる。

## 移植版
| No. | タイトル                             | 発売日                                                                          | 対応機種                                               | 開発元             | 発売元                                         | メディア         | 型式                                              | 備考                                                                  |
| --- | ------------------------------------ | ------------------------------------------------------------------------------- | ------------------------------------------------------ | ------------------ | ---------------------------------------------- | ---------------- | ------------------------------------------------- | --------------------------------------------------------------------- |
| 1   | ナイトトラップ                       | 1994年6月25日 1994年                                                            | 3DO                                                    | Digital Pictures   | ヴァージン インタラクティブ エンターテイメント | CD-ROM           | FZ-SJ1951                                         |                                                                       |
| 2   | Night Trap                           | 1994年10月                                                                      | Macintosh                                              | Digital Pictures   | Acclaim Distribution                           | CD-ROM           | -                                                 | Control-Vision版の移植                                                |
| 3   | Night Trap: The Director's Cut       | 1995年10月25日                                                                  | Windows                                                | Digital Pictures   | Acclaim Distribution                           | CD-ROM           | -                                                 | Control-Vision版の移植                                                |
| 4   | Night Trap                           | 1995年1月 1995年7月                                                             | スーパー32XCD                                          | Digital Pictures   | Acclaim Distribution                           | CD-ROM           | T-16202F T-16202F-50                              | Control-Vision版の移植 北米版は2021年1月23日にSega CD版と合わせて復刻 |
| 5   | Night Trap: 25th Anniversary Edition | Windows INT 2017年8月15日 PS4 2017年8月15日 NSW 2018年8月24日 Vita 2019年3月5日 | Windows PlayStation 4 Nintendo Switch PlayStation Vita | Screaming Villains | Screaming Villains                             | ダウンロード     | Windows INT 643620 PS4 CUSA-07957 Vita PCSE-01149 | Control-Vision版のリマスター                                          |
| 6   | ナイトトラップ                       | INT 2022年10月27日                                                              | メガドライブ ミニ2 SEGA Genesis Mini 2                 | エムツー           | セガ                                           | プリインストール | HAA-2524 MK-16310                                 | メガCD版の移植                                                        |
| 7   | Night Trap                           | 2023年4月1日                                                                    | ゲームボーイアドバンス                                 | Screaming Villains | Limited Run Games                              | ロムカセット     | -                                                 | Control-Vision版のビデオ映像                                          |

### リマスター
2014年5月、ライリーによってリマスター版の計画が発表される。8月にはNight Trap LLCを設立し、Kickstarterキャンペーンを開始するが、目標の330,000 ドルのうち39,843 ドルしか獲得できず失敗する。
2年後の2016年5月。『ダブルスイッチ』や『クォーターバックアタック』の公式移植に携わったゲーム開発者のタイラー・ホーグルが本作のデモを投稿するなどでジトーら原作スタッフに働き掛け、再び移植計画が持ち上がる。オリジナル版のソースコードとマスターテープは既に残っていなかったが、マスター映像のコピーはライリーが所持しており、ホーグルに提供した。映像には既に時間が設定してあった為、開発は容易に進んだが、ソースコードが失われていた関係上、どのアクションがどのシーンにトリガーするかはオリジナル版を何度もプレイして確認する必要があった。
その後、アメリカにて2017年に『Night Trap: 25th Anniversary Edition』として発売に至った。対応機種はWindows(Steam)とPlayStation 4。Nintendo SwitchとPlayStation Vitaにも移植された。Xbox One版でも発表されたが、中止になった。ユーザーインターフェース、画質、ロード時間などが向上・改善されている他、ランダムに出現するオーガーを捕らえるサバイバーモードや映像のみを鑑賞するギャラリーモードが追加されている。また、特典としてスタッフのインタビューや過去の公聴会に関するドキュメンタリー映像、当時の設定資料やコンセプトアート、プロトタイプとなった『Scene of the Crime』なども収録されている。これら特典の解禁には特定のゲームオーバーシーンを見ると言った条件が存在し、クリアを目指す以外にもプレイ目標が付加されている。冒頭のブリーフィングのシーンは、オリジナルのメガCD版ではメガドライブのコントローラーが映るためセガに版権がある関係上、3DO版以降のものを使用している。
日本での発売は無いが、Nintendo Switch版にはメガCD版で吹き替えられた日本語音声が収録されている。オープニングは3DO版以降のものなので英語音声のままであり、日本語設定にすると日本語字幕が表示されるが、機械翻訳的なぎこちないものになっている。また、ごく一部英語のままのシーンもある。

## 論争
本作は、アメリカ議会で論争を招き、コンピュータゲームのレイティング機関であるエンターテインメントソフトウェアレイティング委員会の設立のきっかけとなった。また、長谷川がセガ公式ホームページのインタビューで語ったところによると、ドイツでも発売禁止になったほか、日本国内でも取り上げる新聞があったという。
アメリカ合衆国議会公聴会では『モータルコンバット』と共に精査された。中でも女性が襲われて血を抜き取られるゲームオーバーシーンが婦女子暴行を助長していると主張された。プロデューサーとキャストは、女性を罠にはめたり殺害したりするのを防ぐためのゲームだと主張し、吸血装置も暴力表現をマイルドにする意図で作ったものだったと説明している。ジトーは件のシーンについて説明しようとしたが沈黙させられたと主張している。フロップは超暴力的なゴアを特徴とする『モータルコンバット』と比較されたことに腹を立てた。
結果として公聴会は宣伝効果を齎し、翌週には5万本を売り上げた。しかしメガCD版のヒロインが驚いた顔をしているだけのパッケージアートが利益団体から性差別的だという批判を受け、論争沈静化後に発売された移植版では差し替えを余儀なくされ、公聴会で槍玉に挙げられた吸血シーンも移植版にて削除された。しかし、後年に発売されたリマスター版ではどちらもノーカットで収録・使用されている。